# Nhất sư ấn chứng
Nhất sư ấn chứng (zh. 一師印證, ja. isshi-injō) nghĩa là "sự ấn khả chứng minh của một vị thầy", chỉ sự tu tập của một thiền sinh dưới sự hướng dẫn của một vị thầy duy nhất. Sự cần thiết của nhất sư ấn chứng được Thiền tông - nhất là tông Tào Động (ja. sōtō-shū) - tại Nhật Bản đề cao từ khoảng thế kỉ 17 để chống lại khuynh hướng chạy tới chạy lui qua nhiều vị thầy của các thiền sinh thời bấy giờ.
Việc tu học trong Thiền tông dưới một vị thầy khác với cái học nơi thế tục ở một điểm: nơi đây thiền sinh không được học suông (tri) rồi truyền cái học suông này cho người khác mà còn phải thực hiện cái chân lý đã được học qua lý thuyết ngay ở chính mình, cứ như người khát nước uống nước (hành). Chỉ khi nào tri và hành hợp nhất thì thiền sinh mới có thể hi vọng một ngày nào đó sẽ kiến tính (ja. kenshō) ngộ đạo. Vì lý do này mà niềm tin và sự tu tập nơi một vị thầy - trong một tông phái tự gọi là Phật tâm tông và chủ trương việc Dĩ tâm truyền tâm - được xem là tối trọng. Mà cũng có khi một vị thầy nhìn nhận ra khả năng cao tột của một thiền sinh mới đến - nhưng thấy cơ duyên của thiền sinh này không hợp nơi mình thì vị này cũng gửi thiền sinh này đi nơi khác. Việc gửi các môn đệ đi học qua lại nhau của hai vị Mã Tổ Đạo Nhất và Thạch Đầu Hi Thiên là những ví dụ hay nhất của phương pháp giảng dạy này.
Vì trong Thiền tông không có bản quy định, thước đo cụ thể cho việc ấn chứng nên các Lão sư (ja. rōshi) chỉ có thể hướng dẫn và ấn chứng cho một đệ tử theo khả năng, trình độ đã đạt của mình và một sự hướng dẫn gần gũi trực tiếp. Một khi sự hướng dẫn của một vị thầy bị gián đoạn thì vị thầy sau không thể tiếp nối việc này một cách hoàn hảo. Thiền sinh vì vậy phải có niềm tin vững chắc nơi vị thầy - sau khi đã tìm được vị thích hợp - và chỉ học với vị này mà thôi. Sau khi thiền sinh đã đạt mức độ giác ngộ của vị thầy thì có thể Hành cước đây đó để trau dồi kinh nghiệm qua những cuộc vấn đáp (ja. mondō), cũng thường được gọi là pháp chiến (ja. hossen) với các vị Thiền sư khác.